# صندوق المستقبل الإسترالي
صندوق المستقبل الأسترالي هو صندوق للثروة السيادية تدار بشكل مستقل أنشئ في عام 2006 لتعزيز الوضع المالي طويل الأجل للحكومة الأسترالية . في 30 سبتمبر 2019 ، بلغت قيمتها 166 مليار دولار أسترالي.
يدير مجلس صندوق المستقبل أيضًا خمسة صناديق للأصول العامة، مما يمنحها مسؤولية استثمار 210 مليارات دولار أسترالي نيابة عن الحكومة الأسترالية.

## هدف
يصف التشريع  المنشئ لصندوق المستقبل هدفه الرئيسي بأنه «تعزيز الوضع المالي طويل الأجل للكومنولث». بينما تسمح التشريعات بالسحب من الصندوق اعتبارًا من 1 يوليو 2020 ، أشارت الحكومة في عام 2017 إلى أنها تعتزم السماح للصندوق بالاستمرار في التراكم حتى 2026/27 على الأقل قبل إجراء عمليات السحب. يهدف تفويض الاستثمار  لصندوق المستقبل إلى تحقيق عائد قياسي على الأقل من مؤشر أسعار المستهلك + 4 إلى 5 % سنويًا على المدى الطويل، مع الأخذ في الاعتبار مستوى مخاطرة مقبولًا وليس مفرطًا.
مجلس صندوق المستقبل هو المسؤول حاليًا عن خمسة صناديق ثروات سيادية أسترالية أخرى:
- صندوق بناء أستراليا - صندوق للبنية التحتية لتوفير الاستثمار في مشاريع البنية التحتية (بما في ذلك الطرق والسكك الحديدية والموانئ والنطاق العريض). في 30 يونيو 2018 ، بلغت قيمتها 3.9 مليار دولار أسترالي.
- صندوق الاستثمار في التعليم - صندوق لتوفير رأس المال الاستثماري في التعليم العالي والتعليم المهني والتدريب. في 30 يونيو 2018 ، بلغت قيمتها 3.9 مليار دولار أسترالي.
- صندوق رعاية المعاقين الأسترالي - صندوق للمساهمة في تكلفة الخطة الوطنية للتأمين ضد العجز . في 30 يونيو 2018 ، بلغت قيمتها 14.7 مليار دولار أسترالي.
- صندوق مستقبل البحوث الطبية - صندوق لتفريق الفوائد الناتجة عن البحوث الطبية. في 30 يونيو 2018 ، بلغت قيمتها 7.18 مليار دولار أسترالي.
- صندوق مستقبل الأرض والبحر لسكان جزر مضيق توريس وسكان جزر مضيق توريس (صندوق أتسليس) - صندوق لتعزيز قدرة الكومنولث على تسديد المدفوعات إلى مؤسسة أراضي السكان الأصليين. أنشئ في فبراير 2019 برأسمال يُقدّر بملياري دولار أسترالي تم تحويلها من حساب أراضي السكان الأصليين وسكان جزر مضيق توريس.

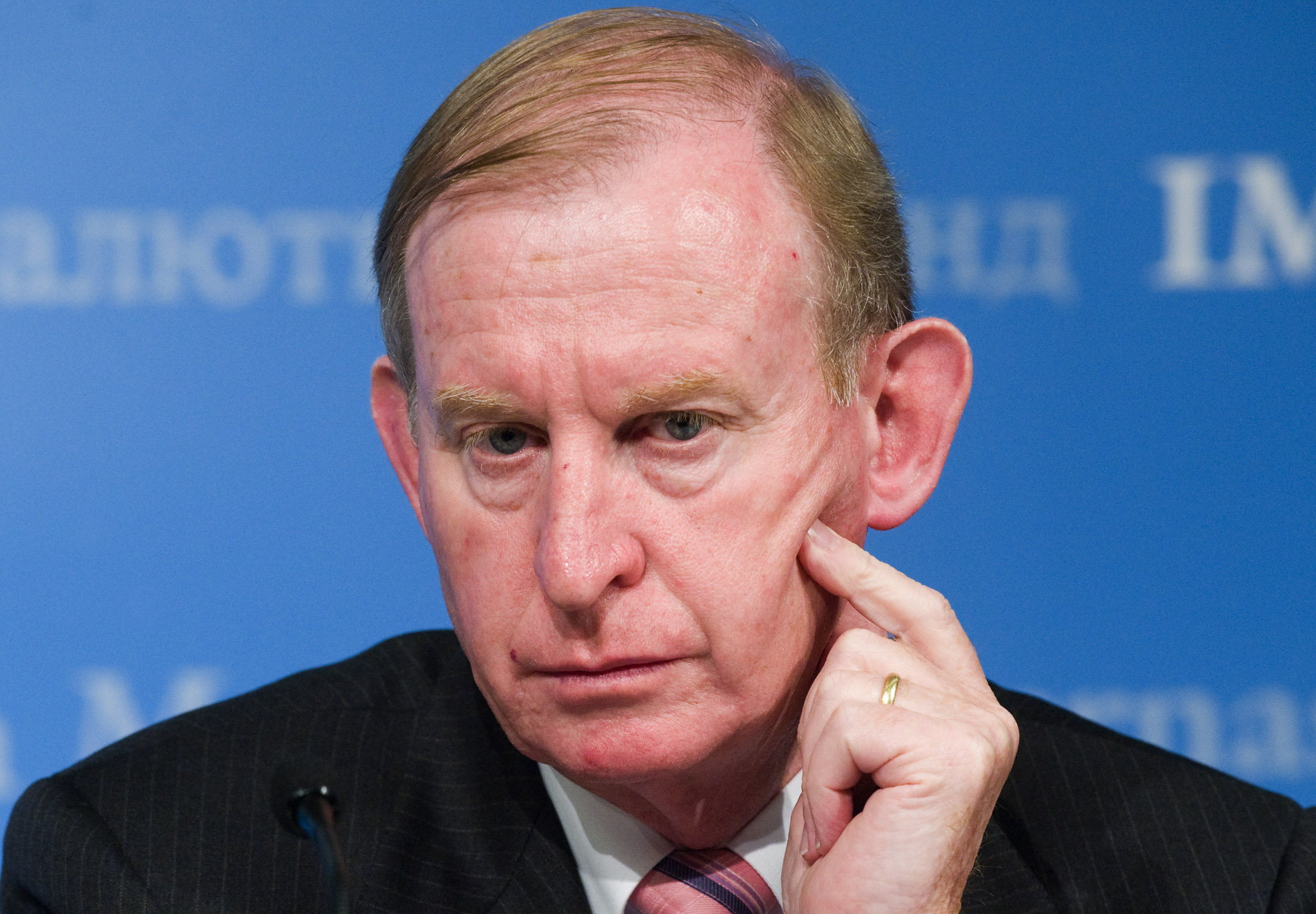
الرئيس الافتتاحي لمجلس الأوصياء ، ديفيد موراي AO ، في الصورة في عام 2008.

## روابط خارجية
- موقع صندوق المستقبل
- "Annual Report" (PDF). Future Fund Board of Guardians. 2011. ISBN:978-0-646-56322-0. مؤرشف من الأصل (PDF) في 2019-12-20.